# La caza de Meleagro
La caza de Meleagro es una obra pictórica del pintor francés Nicolas Poussin de 1634-1639 que está expuesta en el Museo del Prado de Madrid.

## Historia
El lienzo narra una anécdota de la mitología griega en la que Meleagro, hijo de Altea y Eneo, el rey de los etolios de Calidón, sale a cazar un jabalí salvaje de gran tamaño que había sido enviado por Artemisa para asolar las tierras del país. Entre el numeroso grupo de personas que le acompañaban estaba Atalanta.
La obra procede de las Colecciones Reales españolas y estuvo en el Palacio del Buen Retiro de Madrid. Es una de las obras con más controversia de Poussin, cuestionándose su autoría según algunas fuentes. Se cree que formaba pareja con esta pintura la obra del Museo de Arte de São Paulo, La fiesta en honor de Príapo, que según un inventario de 1701, realizado tras el fallecimiento de Carlos II de España, también estaba colgado en las paredes del Palacio del Buen Retiro.
Además de Poussin, esta temática fue abordada en varias ocasiones por otros artistas, como el pintor flamenco Jacob Jordaens con sus obras Meleagro y Atalanta (1618), del Museo Real de Bellas Artes de Amberes de Bélgica y Meleagro y Atalanta (1620-1623), que se encuentra en el Museo del Prado. Además, Pedro Pablo Rubens pintó varios cuadros bajo esta temática, como La caza de Meleagro y Atalanta que se encuentra en el Museo de Historia del Arte de Viena, en Austria o Atalanta y Meleagro cazando el jabalí de Calidón presente en el Museo del Prado.